# Karol Wójcicki
Karol Witold Wójcicki (ur. 4 lipca 1988) – polski popularyzator astronomii, dziennikarz popularnonaukowy, prezenter telewizyjny.

## Życiorys
W 2008 ukończył naukę w XLV Liceum Ogólnokształcące im. Romualda Traugutta w Warszawie, następnie podjął studia astronomiczne, ale ich nie ukończył. Pracował jako prezenter w Centrum Nauki Kopernik w Warszawie (2008–2016), a następnie jako nauczyciel astronomii w szkole podstawowej Eureka. Od 2022 jest wiceprezesem biura podróży One Small Step. Jest twórcą fanpage’u na Facebooku o tematyce astronomicznej, pod nazwą „Z głową w gwiazdach”, mającego 339 tys. obserwujących (wg danych na dzień 8 listopada 2024).
Publikuje artykuły popularnonaukowe na łamach „Gazety Wyborczej” oraz prowadzi programy popularnonaukowe, takie jak: „Tajniki Techniki” (od 2013) na kanale Discovery Science oraz „Science Show” na TVN Turbo. Bywa częstym gościem programów telewizyjnych i radiowych. Był m.in. gościem Akademii Sztuk Przepięknych podczas Pol’and’Rock Festival (2023) oraz gościnnie występował m.in. na kanale HRejterzy. Jest organizatorem wspólnych obserwacji nocnego nieba oraz imprez popularnonaukowych.

## Wyróżnienia
- 2015: laureat plebiscytu Popularyzator Nauki w kategorii: Popularyzatorzy Indywidualni – Animatorzy Popularyzacji, przyznawanej przez Ministerstwo Nauki i Szkolnictwa Wyższego oraz Polską Agencję Prasową[10].
- 2024: laureat nagrody Śląskiego Festiwal Nauki POP Science 2024 w kategorii strona lub blog za stronę i profil „Z głową w gwiazdach”[11].